# Mellbystrand
Mellbystrand är en tätort i Laholms kommun i Hallands län. 
Orten, som är belägen vid Laholmsbukten väster om Laholm, är mest känd för sin 12 kilometer långa sandstrand. I Mellbystrand finns även Lagaoset, Lagans mynning där det är populärt att fiska och kitesurfa.
SCB redovisade före 2015 Mellbystrand som en tätort samt två separata småorter - Norra Mellbystrand och Mellbystrand (del av), där den senare avser Mellby, Laholms kommun. 2015 växte dessa samman med denna tätort, samtidigt som tätorten Skummeslöv med kringliggande småorter.

## Historia
1881 började grosshandlaren i Laholm Otto E Hallberg att trafikera Lagan med ångbåt. Båtarna lade till vid Åmot, där Smedjeån och Lagan möts, några kilometer från Mellbystrand. Därifrån ordnades hästturer ned till Mellbystrand, vilket ledde till att området fick sitt första intresse som badplats.
Under 1880-talet upptäckte stadsläkaren i Laholm Pontus Söderberg en järnhaltig källa vid gården Annelund inte långt från Snapparp. Det innebar att Annelund gjordes om till brunnshotell, och havsbad företogs vid Hökafältet. Stranden som var ödsligt belägen kom med tiden att vinna erkännande som nakenbad. Annelund blev senare Snapparps herrgårdspensionat men revs senare och ersattes av Snapparps motell.
Den första sommarboenden i Mellbystrand blev läroverkadjunkten R. Rönnqvist i Malmö som 1906 köpte en fiskarstuga här för 200 kronor. Hans dotter Ellen kom att tillbringa 73 somrar i stugan. Den stora utbyggnaden skedde dock på initiativ av bröderna Carl Emil och Birger Persson i Åmot. De tog 1908 initiativet till bildandet av AB Laholm-Saltsjön som trafikerade sträckan Laholm-Åmot-Mellbystrand med ångbåt. De lät samma år anlägga pensionat Strandstugan. De började även att sälja strandtomter i området.
Strandstugan, som kom att byggas ut flera gånger, förstördes 1926 vid en brand. Man fortsatte dock att bedriva restaurangverksamhet i mindre skala i en annexbyggnad, kallad Hallandsgården. Då ångbåtstrafiken upphörde 1925 ersattes den av biltrafik. Ett varmbadhus inrättades på 1920-talet.

### Befolkningsutveckling
| Befolkningsutvecklingen i Mellbystrand 1975–2020 | Befolkningsutvecklingen i Mellbystrand 1975–2020 | Befolkningsutvecklingen i Mellbystrand 1975–2020 | Befolkningsutvecklingen i Mellbystrand 1975–2020 | Befolkningsutvecklingen i Mellbystrand 1975–2020 |
| --- | ------------------------------------------------ | ------------------------------------------------ | ------------------------------------------------ | ------------------------------------------------ |
| |                                                  |                                                  |                                                  |                                                  |
| År |                                                  |                                                  | Folkmängd                                        | Areal (ha)                                       |
| 1975 | 1975                                             |                                                  | 371                                              |                                                  |
| 1980 | 1980                                             |                                                  | 908                                              |                                                  |
| 1990 | 1990                                             |                                                  | 1 343                                            | 292                                              |
| 1995 | 1995                                             |                                                  | 1 440                                            | 293                                              |
| 2000 | 2000                                             |                                                  | 1 548                                            | 298                                              |
| 2005 | 2005                                             |                                                  | 1 681                                            | 311                                              |
| 2010 | 2010                                             |                                                  | 1 619                                            | 271                                              |
| 2015 | 2015                                             |                                                  | 3 412                                            | 831                                              |
| 2020 | 2020                                             |                                                  | 4 198                                            | 847                                              |
| Anm.: Ny tätort 1975. Sammanvuxen 2015 med tätorten Skummeslövsstrand samt småorterna Norra Mellbystrand, Mellbystrand (del av), Skummeslövsstrand (del av) och Allarp. |                                                  |                                                  |                                                  |                                                  |

## Samhället
Köpcentret Mellby Center, med bland annat ICA Maxi och McDonald's ligger här.